# Oxford Falls
Oxford Falls é um subúrbio do norte de Sydney, no estado da Nova Gales do Sul, na Austrália, situado a 20 quilômetros a nordeste do distrito empresarial central de Sydney, na área do governo local do Conselho de Northern Beaches. Oxford Falls faz parte da região Northern Beaches.